# Le Rêve (film, 1987)
Pour les articles homonymes, voir Le Rêve.
Le Rêve (Al-Manam, arabe : المنام) est un film documentaire syrien de 1987 réalisé par Mohammad Malas, et composé d'entretiens avec des Palestiniens dans les camps de réfugiés au Liban. Le réalisateur interroge les réfugiés sur leurs rêves nocturnes. Le film a été tourné entre 1980 et 1981, avant le tristement célèbre massacre de Sabra et Chatila - camp où se déroulent une partie des entretiens.
Le Rêve a remporté le premier prix au Festival international de l'audiovisuel de Cannes (FIPA) en 1987,

## Synopsis
Le film est composé de plusieurs entretiens avec des réfugiés palestiniens, dont des enfants, des femmes, des personnes âgées et des militants des camps de réfugiés au Liban au sujet de leurs rêves nocturnes. Il tente de donner un aperçu de l'inconscient des réfugiés palestiniens. Les rêves convergent toujours vers la Palestine ; une femme raconte ses rêves de gagner la guerre ; un fedai dit qu'il rêve de bombardements et de martyre ; et un homme raconte un rêve où il rencontre des émirs du Golfe, qui l'ignorent. Selon Rebecca Porteous, le film construit « la psychologie de la dépossession ; la réalité quotidienne derrière ces slogans de nation, de liberté, de terre et de résistance, pour des gens qui ont perdu toutes ces choses, sauf leur recours à la résistance. ».

## Réalisation
Le tournage a commencé en 1980 et s'est poursuivi jusqu'en septembre 1981. L'idée du film aurait été inspirée au réalisateur par le souvenir du massacre de Tel al-Zaatar, un camp de réfugiés palestiniens au Liban, en 1976 ; à l'arrivée de Mohammed Mala en 1980, la vie dans Tel al-Zaatar avait repris son cours. Le film a été tourné dans les camps de réfugiés de Sabra, Chatila, Bourj el-Barajneh, Ain al-Hilweh et Rashidieh. Certains des réfugiés étaient des rescapés du massacre de Tel al-Zaatar. Pendant le tournage, Malas a vécu dans les camps et a mené des entretiens avec plus de 400 personnes. Cependant, le massacre de Sabra et Chatila de 1982, qui a coûté la vie à plusieurs personnes qu'il a interviewées, a choqué M. Malas et il a arrêté de travailler sur le projet. « J'étais paralysé par le chagrin et l'anxiété pour les amis que je m'étais faits. Je devais faire autre chose et j'ai donc tourné mon attention vers Les Rêves de la ville », a déclaré M. Malas à propos de l'événement. Le succès critique de son long métrage, Ahlam al-Madina (« Rêves d'une ville »), lui a permis de revenir sur le projet après cinq ans. En 1986, il a monté les nombreuses heures de séquences dont il disposait en un montage final de 45 minutes

## Sortie et réception
Le film est finalement sorti en 1987 et a connu un « grand succès » à la fois dans le monde arabe et en Europe où il a été diffusé à la télévision en France et en Angleterre. Avant sa projection officielle, le film a été introduit clandestinement dans les camps de réfugiés assiégés et y a été projeté en premier. Le Rêve a remporté le premier prix au Festival international de l'audiovisuel de Cannes (FIPA) en 1987, mais n'a pas été largement distribué par la suite.
En 1988, Malas a publié un livre ultérieur sur les interviews et le film sous le titre, Le rêve : Journal d'un film (American University in Cairo Press (2016).

## Analyse
Le film renouvelle le regard sur le drame vécu par les Palestiniens non pas en livrant des informations inédites, ou des analyses originales, mais « en offrant aux spectateurs une nouvelle expérience qui permet une compréhension affective des événements ». Le réalisateur évite le discours militant, souvent de mise au sujet du conflit israélo-palestinien, et cherche surtout à rendre plus proches les réfugiées interviewés dans le film.
« La plupart des spectateurs n'ont pas connu la violence qui a façonné la vie des personnages de Mohammed Malas, mais ils ont fait des rêves. Les rêves deviennent alors un point de rencontre entre les personnages et le spectateur », souligne la professeure de culture arabe Nadia Yaqub.